# Blefaroespasme
El blefaroespasme (del grec: blepharo, parpella, i l'espasme, contracció muscular sense control), és una contracció anormal de les parpelles.
Normalment, es refereix a blefaroespasme essencial benigne, una distonia focal d'un trastorn neurològic del moviment que implica contraccions involuntàries i sostingudes dels músculs al voltant dels ulls. Benigne significa la condició no és perillosa per a la vida. Essencial, indica que la causa és desconeguda, però la fatiga, l'estrès o un irritant són possibles factors contribuents. De vegades duren uns dies i després els símptomes desapareixen sense tractament, però en la majoria dels casos l'afecció és crònica i persistent, causant problemes durant tota la vida. Els símptomes sovint són prou greus com per donar lloc a ceguesa funcional. La persona que ho pateix sent que les parpelles es tanquen i per obrir-les requereix un gran esforç. Els pacients veuen bé, però durant períodes poden romandre cecs donada la seva incapacitat per obrir les parpelles.
Tot i els progressos que s'han realitzat recentment en el diagnòstic precoç, el blefaroespasme és sovint inicialment mal diagnosticats com al·lèrgies o síndrome de l'ull sec. És una malaltia bastant rara, que afecta només a un de cada 20.000 persones als Estats Units.

## Símptomes
- Parpelleig excessiu i espasmes dels ulls, en general es caracteritza pel tancament de les parpelles de forma incontrolable d'una durada més llarga que el parpelleig típic reflex, de vegades duren minuts o fins i tot pot arribar a durar hores.
- Contraccions incontrolables o espasmes dels músculs de l'ull i els seus voltants facials. Alguns malalts tenen símptomes d'espasmes que irradien cap al nas, la cara i, de vegades, l'àrea del coll.
- Sequedat ocular.
- Sensibilitat al sol i de llum brillant.[2]

## Etiologia
Algunes de les causes del blefaroespasme s'han identificat, però, les causes de molts casos de blefaroespasme segueixen sent desconegudes, encara que s'està investigant en aquest aspecte. Alguns pacients amb blefaroespasme tenen antecedents de síndrome de l'ull sec i / o sensibilitat a la llum, però altres no reporten problemes de la vista prèvia abans de l'aparició dels símptomes inicials.
Alguns fàrmacs poden induir el blefaroespasme, com els utilitzats per tractar la malaltia de Parkinson, i també la sensibilitat als tractaments hormonals, incloent-hi la teràpia de reemplaçament d'estrogen per a les dones a la menopausa. El blefaroespasme pot també ser un símptoma de l'abstinència aguda de la síndrome de dependència a les benzodiazepines. A més es coneix que l'ús prolongat de les benzodiazepines poden induir blefaroespasme i és un factor de risc conegut per al desenvolupament d'aquest.
També pot donar-se arran del funcionament anormal dels ganglis basals del cervell. No s'ha de confondre el blefaroespasme essencial amb la síndrome de Meige, que inclou l'associació de síndrome de l'ull sec i distonies. En alguns casos, pot ser causat per una commoció cerebral en alguns casos rars, quan un cop a la part posterior del cap danya els ganglis basals.

## Tractament
- Tractament farmacològic: el tractament farmacològic per al blefaroespasme s'ha demostrat en general, impredictible i poc durador. Trobar un tractament eficaç per a qualsevol pacient en general requereix prova i error amb el temps. En alguns casos, un suplement dietètic de clorur de magnesi s'ha trobat eficaç.
- Injeccions de toxina botulínica: s'han utilitzat per induir la paràlisi localitzada i parcial. Entre la majoria dels malalts, la injecció de la toxina és el mètode de tractament preferit.[4] Les injeccions s'administren generalment cada tres mesos, amb variacions basades en la resposta del pacient i en general donen alleugeriment gairebé immediat (encara que per alguns pot trigar més d'una setmana) dels símptomes dels espasmes musculars. La majoria dels pacients poden reprendre una vida relativament normal amb tractaments regulars amb toxina botulínica. Una minoria dels pacients mostren nul·la o mínima resposta a la toxina i s'ha de trobar altres tractaments. Per a alguns, la toxina botulínica disminueix en la seva eficàcia després de molts anys d'ús. Un efecte secundari observat en una minoria dels pacients és la ptosi o caiguda de la parpella. Els intents d'injectar en llocs que minimitzin la ptosis pot resultar en disminució de la capacitat per controlar els espasmes.
- Cirurgia: Els pacients que no responen bé a la medicació o injecció de toxina botulínica són candidats a tractament quirúrgic. El tractament quirúrgic més eficaç és la miectomia del múscul orbicular de les parpelles (eliminació dels músculs responsables de tancament de les parpelles).[5]
- Ulleres fosques a causa de la sensibilitat de la llum solar.
- L'estrès i la gestió de grups de suport poden ajudar els malalts amb la malaltia i evitar el seu aïllament social.